# Suchá (okres Jihlava)
Obec Suchá (německy Dürre) se nachází v okrese Jihlava v Kraji Vysočina. Žije zde 252 obyvatel. Obec se nachází asi 12 km jižně od města Jihlava, prochází jí silnice E59.

## Název
Název se vyvíjel od varianty ze Suché (1408), Sucha (1415), Dürre (1720), Dirre (1751), Dirre, Düren a Sucha (1798), Duerre a Sucha (1846), Dürre a Suchá (1850, 1872), Suchá (1881) až k podobám Suchá a Dur v roce 1924. Místní jméno je odvozeno od přídavného jména suchá či německy dürre a odkazovalo na říčku či půdu a louky, které při nedostatku vody vysychají či nemají dostatečnou vlhkost.

## Historie
První písemná zmínka o obci pochází z roku 1405. V roce 1530 vesnici koupilo město Jihlava.
V letech 1869–1880 byla osadou Prostředkovic. V roce 1961 se místní částí obce staly vesnice Beranovec a Prostředkovice.

## Přírodní poměry
Suchá leží v okrese Jihlava v Kraji Vysočina. Nachází se 12 km jižně od Jihlavy, 2 km severně od Stonařova a 10 km východně od Třeště. Geomorfologicky je oblast součástí Česko-moravské subprovincie, konkrétně Křižanovské vrchoviny a jejího podcelku Brtnická vrchovina, v jehož rámci spadá pod geomorfologický okrsek Puklická pahorkatina. Průměrná nadmořská výška činí 542 metrů. Nejvyšší bod, Suchá (633 m n. m.), leží v severní části obce. Obcí protéká řeka Jihlávka, do které se severně od obce zprava vlévá Sokolíčský potok a následně zleva Lovecký potok.

## Obyvatelstvo
Podle sčítání 1930 zde žilo v 43 domech 214 obyvatel. 11 obyvatel se hlásilo k československé národnosti a 202 k německé. Žilo zde 214 římských katolíků.
| Rok            | 1869 | 1880 | 1890 | 1900 | 1910 | 1921 | 1930 | 1950 | 1961 | 1970 | 1980 | 1991 | 2001 | 2011 |
| Počet obyvatel | 571  | 591  | 575  | 536  | 497  | 458  | 435  | 331  | 348  | 279  | 229  | 208  | 215  | 282  |

| Rok            | 1869 | 1880 | 1890 | 1900 | 1910 | 1921 | 1930 | 1950 | 1961 | 1970 | 1980 | 1991 | 2001 | 2011 |
| Počet obyvatel | 253  | 273  | 280  | 254  | 239  | 210  | 214  | 140  | 144  | 106  | 112  | 108  | 118  | 139  |

## Obecní správa a politika

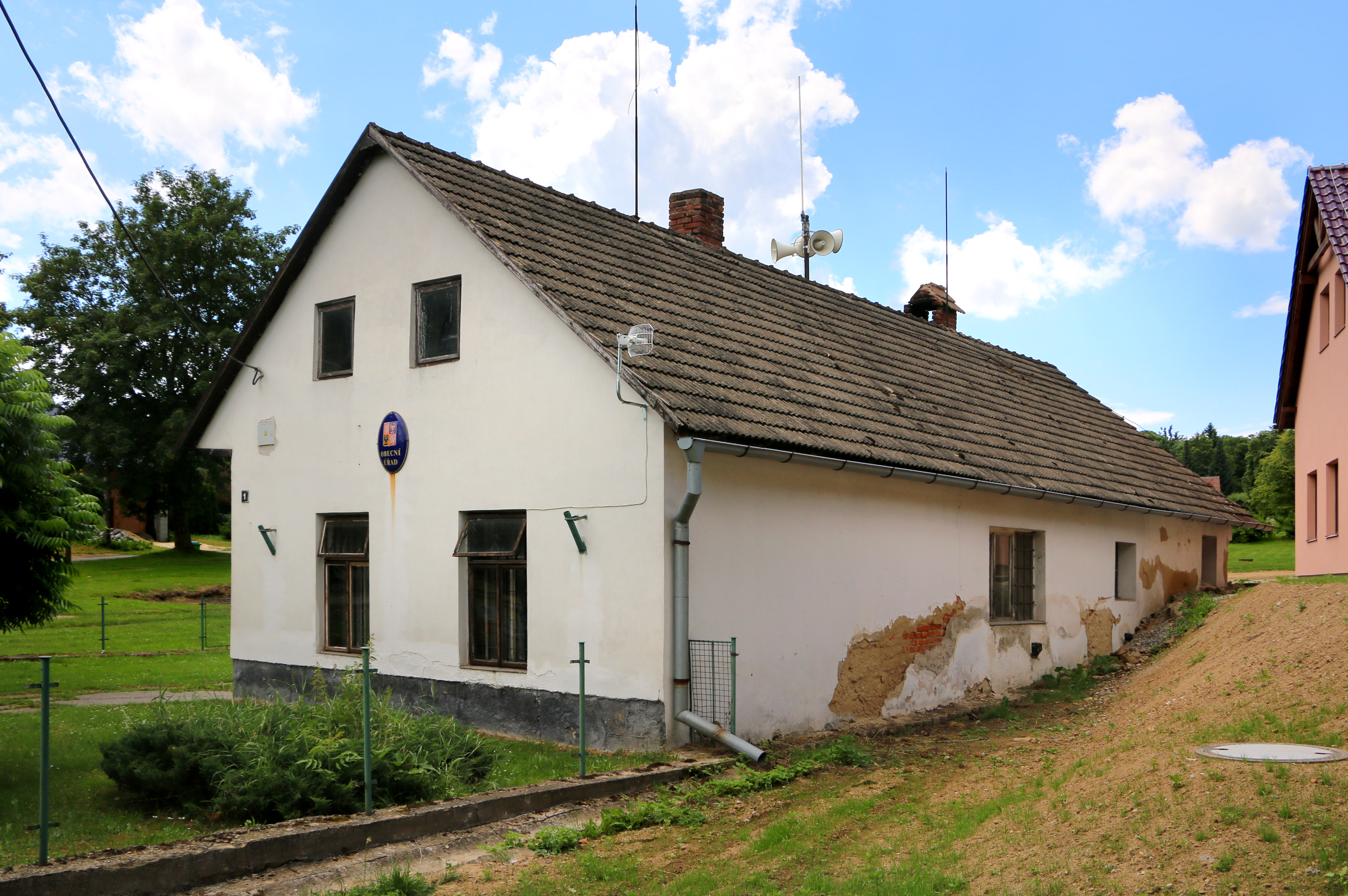
Bývalý obecní úřad

### Místní části
Obec se člení na 3 místní části – Beranovec, Prostředkovice a Suchá, které leží na 3 stejnojmenných katastrálních území (pojmenované „Beranovec“, „Prostředkovice“ a „Suchá u Jihlavy“) a má tři stejnojmenné základní sídelní jednotky.

### Zastupitelstvo a starosta
Obec má sedmičlenné zastupitelstvo, v jehož čele stojí starostka Miroslava Bártů.
| Období    | Voliči | Účast v % | Mandáty | Výsledky                                    | Starosta        |
| --------- | ------ | --------- | ------- | ------------------------------------------- | --------------- |
| 2006–2010 | 193    | 72,02     | 7       |                                             | Miroslava Bártů |
| 2010–2014 | 200    | 74,50     | 7       |                                             | Miroslava Bártů |
| 2014–2018 | 212    | 66,98     | 7       | 6 SNK SUCHÁ I. 1 ČSSD a nezávislí kandidáti | Miroslava Bártů |

### Znak a vlajka
Právo užívat znak a vlajku bylo obci uděleno rozhodnutím Poslanecké sněmovny Parlamentu České republiky dne 22. října 2008. Znak: V zeleném štítě doleva vykračující stříbrný čelně hledící býk, z jehož hřbetu vyrůstá zlatý snop. Vlajka: Zelený list s bílým k vlajícímu okraji vykračujícím, čelně hledícím býkem, z jehož hřbetu vyrůstá žlutý obilný snop. Poměr šířky k délce listu je 2 : 3.

## Hospodářství a doprava
V obci sídlí firma PYXES s.r.o. Obcí prochází evropská silnice E59 a komunikace I. třídy č. 38. Dopravní obslužnost zajišťují dopravci ICOM transport, TRADO-BUS a Radek Čech - Autobusová doprava. Autobusy jezdí ve směrech Jihlava, Dačice, Bítov, Nová Říše, Stará Říše, Zadní Vydří, Opatov, Vílanec, Loučky, Stonařov, Želetava, Budeč, Znojmo, Telč, Hrotovice a Moravské Budějovice. Obcí prochází žlutě značená turistická trasa ze Sokolíčka na Špičák.

## Školství, kultura a sport
Místní děti dojíždějí do základní školy ve Stonařově. Působí zde Sbor dobrovolných hasičů Suchá.

## Pamětihodnosti
- Kaple Nejsvětější Trojice

## Galerie

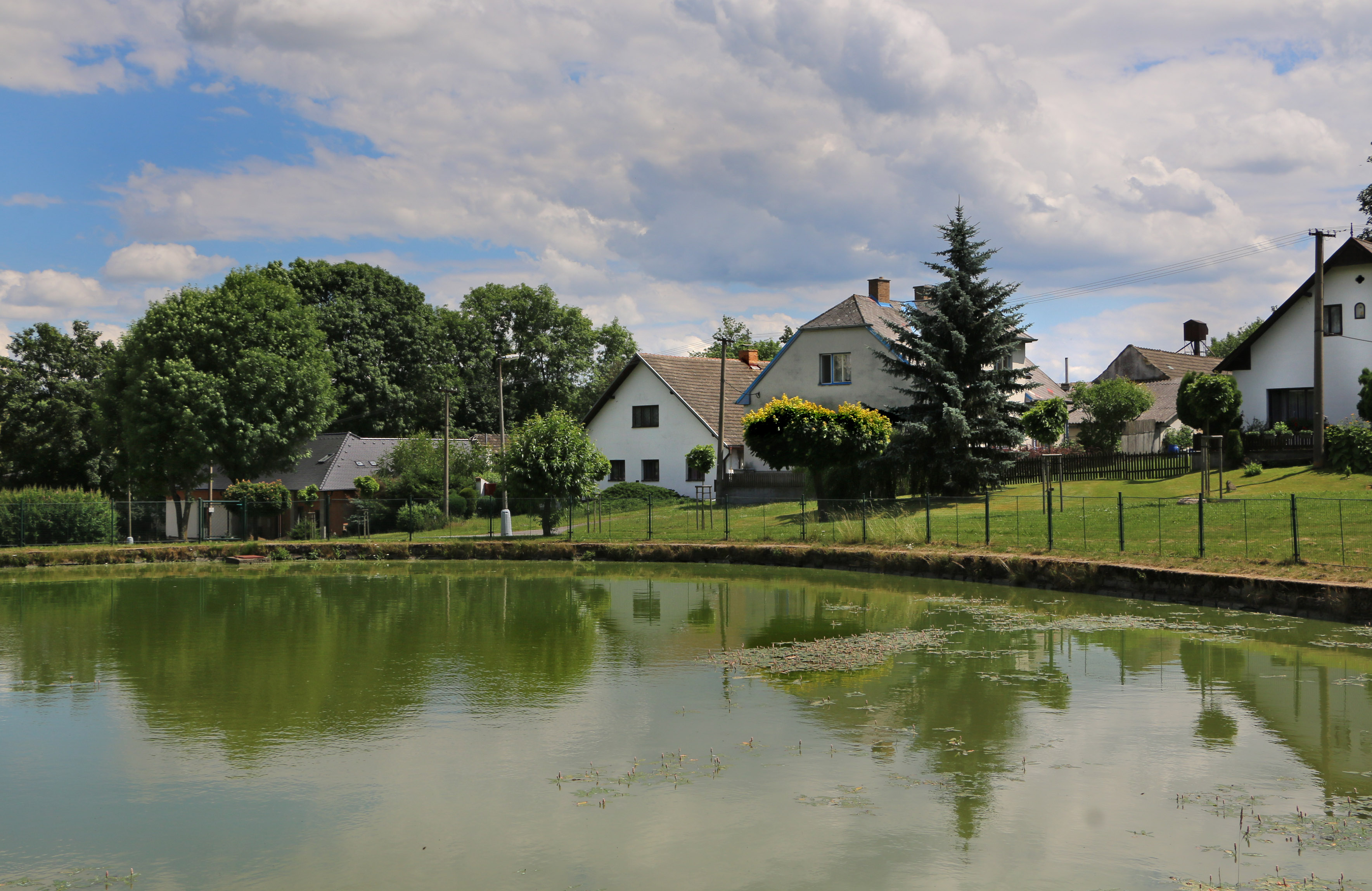
Rybník v horní části návsi
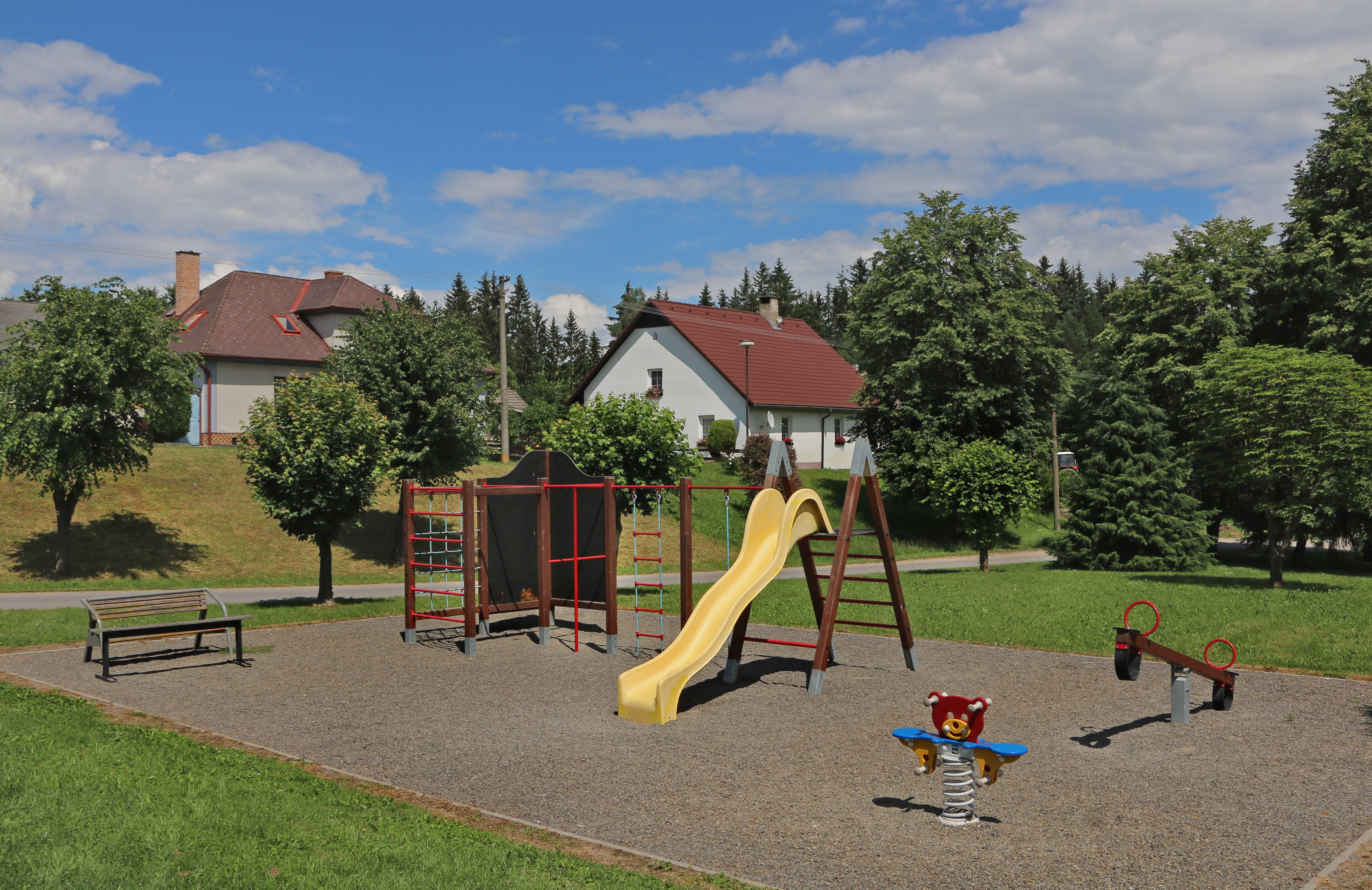
Hřiště východně od hlavní silnice
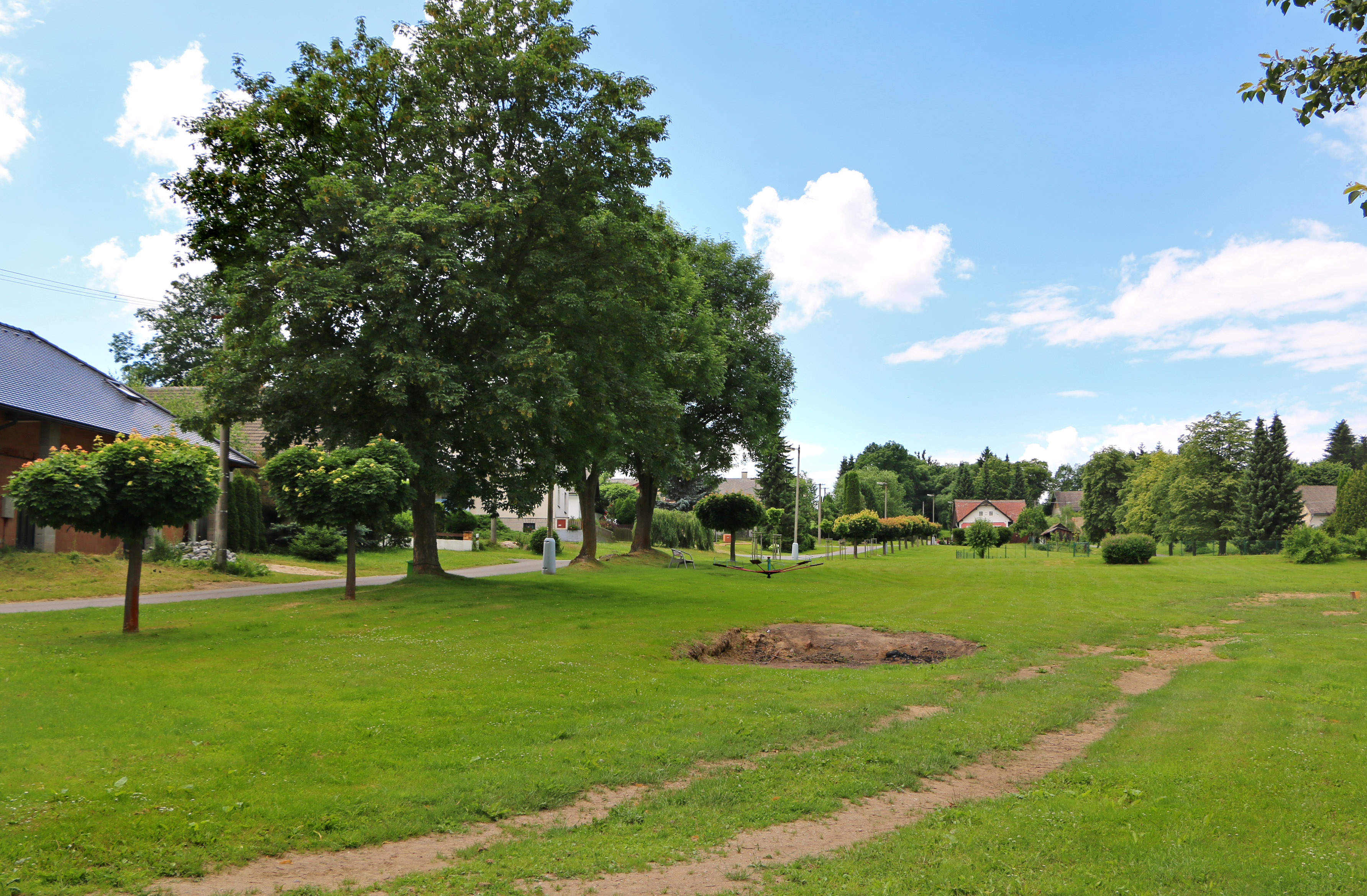
Rozlehlá náves
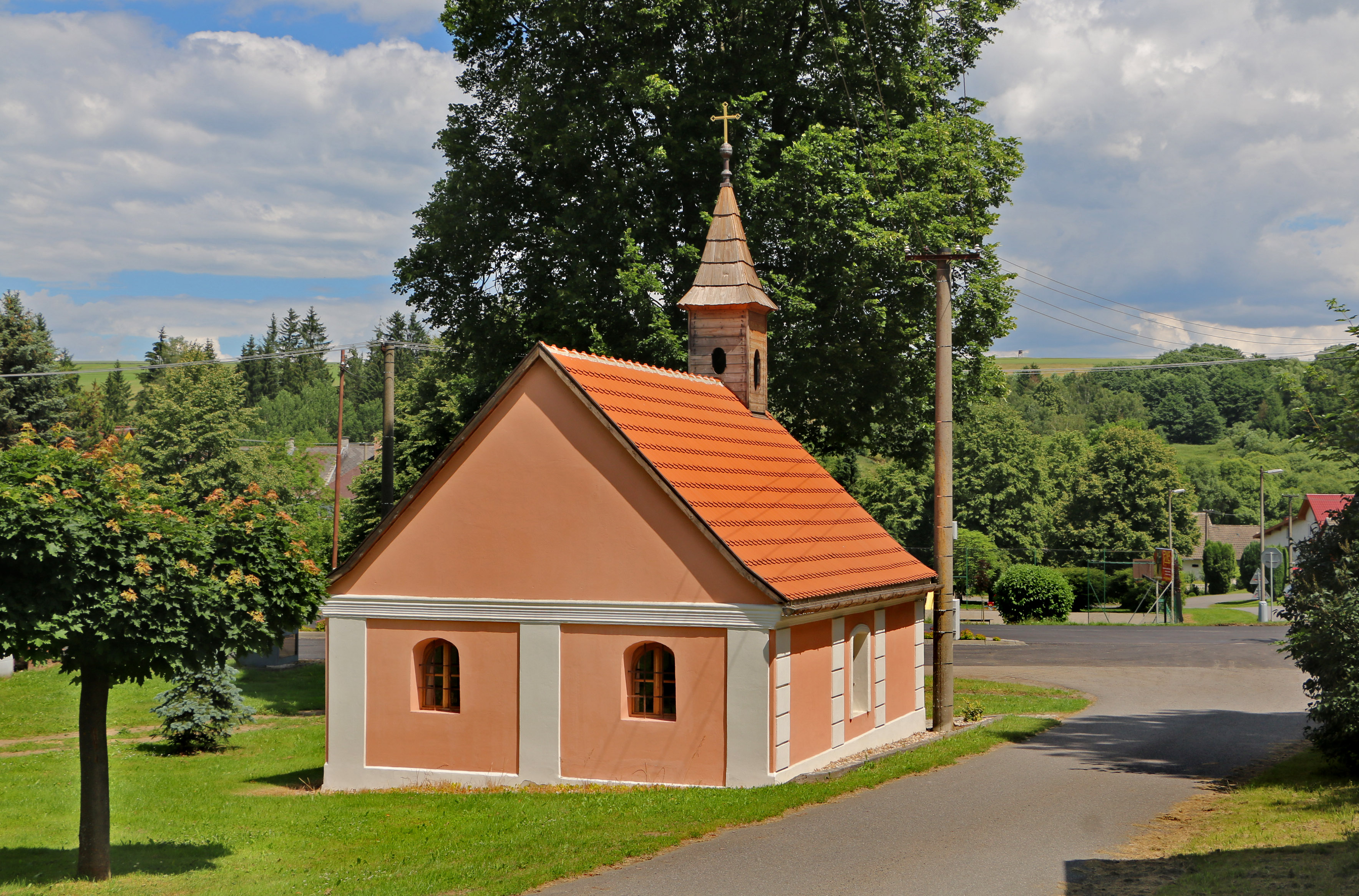
Kaple Nejsvětější Trojice
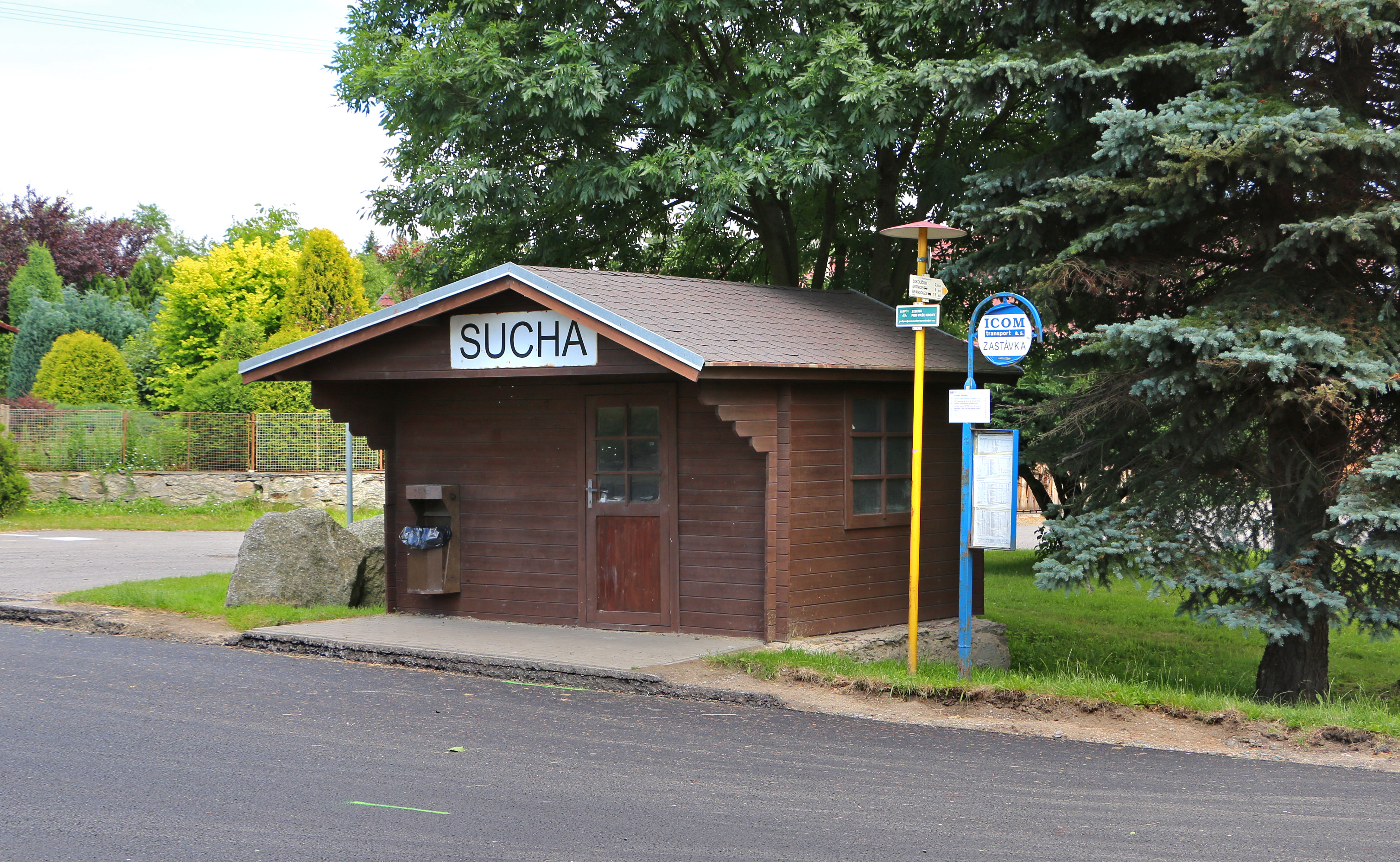
Zastávka